# Vernice Klier
Vernice Klier-Moskowitz, née le 21 septembre 1949 à Perth dans le Dakota du Nord, est une coach vocale américaine. Elle travaille dans le monde du cinéma, spécialisée dans le jeu d'acteur en anglais. 

## Biographie

### Enfance et formation
Elle entre à l'école Ringling Bros. and Barnum & Bailey Circus à Venice, en Floride. Par la suite, elle se forme aussi pendant plusieurs années avec Étienne Decroux en personne.

### Carrière

#### Dans le cinéma
Travaillant entre les États-Unis et la France, elle vit depuis plus de 40 ans entre Santa Monica et Neuilly-sur-Seine. C'est dans les années 1990 que Vernice commença à coacher des acteurs (la plupart français) qui doivent tourner pour des films en langue anglaise. Elle travaille principalement sur les mouvements et la langue mais aussi à la bonne compréhension du texte par les comédiens. Au fil des années, elle est devenue de plus en plus demandée par les productions de cinéma. En tant que coach, elle a développé le programme d'apprentissage "Teaching Basic Skills through Art" pour l'école Montessori à Paris. Une de ses techniques est de trouver sa « voix » par la peinture et le dessin.
Travaillant majoritairement avec des acteurs français, elle a entraîné Juliette Binoche. Leur collaboration a débuté pour le film Les amants du pont-neuf . Elle collaborera ensuite avec elle sur plusieurs autres films comme Le patient anglais d'Anthony Minghella pour lequel Binoche remportera l'oscar de la meilleure actrice dans un second rôle ou Copie conforme où l'actrice remporte le Prix de l'interprétation féminine au Festival de Cannes 2010. Elle a aussi travaillé avec Christian Clavier pour la première fois sur le film Les Visiteurs en Amérique de Jean-Marie Poiré au début des années 2000. Elle retravaillera avec lui sur la mini-série Napoléon d'Yves Simoneau. Dans les acteurs non français qu'elle a coaché, il y a Leonardo DiCaprio pour Rimbaud Verlaine, Tran Nu Yên-Khê pour Je viens avec la pluie par exemple. Elle a entraîné beaucoup d'autres acteurs et actrices comme Vincent Cassel (Black Swan, Ocean's Twelve), Léa Seydoux, Gérard Depardieu, Charlotte Gainsbourg, Mia Frye, Emmanuelle Béart ou encore Gad Elmaleh, etc.

#### Autres activités
Vernice a travaillé dans d'autres domaines artistiques. Initiée dans le milieu de la photographie, elle a commencé à travailler pour Rapho en 1989, après la mort de son fils Justin. Elle a été parolière pour le chanteur Claude Lauzzana sur son album Between you and me et le titre Call me now . Elle a coaché Vincent Perez pour interpréter la chanson Integrations pour la bande originale du film Le Facteur. En 2007, sort l'album No Promises de Carla Bruni dans lequel Vernice collabore, toujours en tant que coach vocale. Elle a écrit pour des journaux européens comme The Paris Metro à la fin des années 1970. Enfin, elle a exercé dans la peinture. Elle a fait beaucoup d'expositions comme au Musée du Luxembourg, au Maude Kerns Art Center à Eugene dans l'Oregon, etc.

### Vie privée
Elle a vécu pendant 12 ans avec Gene Moskowitz, chef de la branche française de Variety et critique de cinéma. Il décède en 1982, alors âgé de 61 ans des suites d'une leucémie après 12 ans de vie commune avec Vernice. Six mois après sa mort, un cancer infantile en phase terminale est détecté chez leur fils Justin. Il meurt 6 ans après à seulement 12 ans.

## Filmographie

### Coach

#### Cinéma et télévision
- 1991 : Les Amants du Pont-Neuf de Leos Carax (coach de Juliette Binoche)
- 1991 : Women & Men 2 (en) de Walter Bernstein, Mike Figgis et Kristi Zea (coach de Juliette Binoche)
- 1992 : Les Hauts de Hurlevent de Peter Kosminsky (coach de Juliette Binoche)
- 1992 : Fatale de Louis Malle (coach de Juliette Binoche)
- 1993 : Trois couleurs : Bleu de Krzysztof Kieślowski (coach de Juliette Binoche)
- 1995 : Rimbaud Verlaine de Agnieszka Holland (coach de Leonardo DiCaprio, Romane Bohringer et Dominique Blanc)
- 1995 : Élisa de Jean Becker (coach de Clotilde Courau)
- 1995 : Le Garçu de Maurice Pialat (coach de Fabienne Babe)
- 1996 : Un divan à New York de Chantal Akerman (coach de Juliette Binoche)
- 1996 : The Crow : La Cité des anges de Tim Pope (coach de Vincent Perez)
- 1996 : Les Voleurs d'André Téchiné (coach de Fabienne Babe)
- 1996 : Le Patient anglais de Anthony Minghella (coach de Juliette Binoche)
- 1997 : Anna Karénine de Bernard Rose (coach de Sophie Marceau)
- 1997 : Au cœur de la tourmente de Beeban Kidron (consultante artistique de Vincent Perez)
- 1998 : Talk of angels de Nick Hamm (coach de Vincent Perez)
- 1999 : Jeanne d'Arc de Luc Besson (coach de Milla Jovovich)
- 2000 : The Dancer de Fred Garson (coach de Mia Frye)
- 2000 : Les Misérables de Josée Dayan (coach de Christian Clavier, Gérard Depardieu, Virginie Ledoyen, Charlotte Gainsbourg)
- 2000 : La Plage de Danny Boyle (coach de Virginie Ledoyen)
- 2000 : Les Rivières pourpres de Mathieu Kassovitz (coach de Vincent Cassel)
- 2001 : Le Pacte des loups de Christophe Gans (coach de Vincent Cassel et Monica Bellucci)
- 2001 : Les Visiteurs en Amérique de Jean-Marie Poiré (coach de Christian Clavier)
- 2002 : Napoléon de Yves Simoneau (coach de Christian Clavier, Isabella Rossellini et Yves Jacques)
- 2003 : La Face cachée de la Lune de Robert Lepage (coach d'Yves Jacques)
- 2003 : The Reckoning de Paul McGuigan (coach de Vincent Cassel)
- 2003 : Les Larmes du Soleil d'Antoine Fuqua (coach de Monica Bellucci)
- 2003 : Charles II: The Power & the Passion de Joe Wright (coach de Mélanie Thierry)
- 2004 : Blueberry: L'expérience secrète de Jan Kounen (coach de Vincent Cassel)
- 2004 : Ocean's Twelve de Steven Soderbergh (coach de Vincent Cassel)
- 2004 : Modigliani de Mick Davis (coach d'Elsa Zilberstein)
- 2004 : Le Pont du roi Saint-Louis de Mary McGuckian (coach de Samuel Le Bihan)
- 2005 : Dérapage de Mikael Håfström (coach de Vincent Cassel)
- 2005 : Adieu Cuba d'Andy Garcia (coach d'Inés Sastre)
- 2009 : Je viens avec la pluie (I Come with the Rain) de Tran Anh Hung (coach de Tran Nu Yên-Khê)
- 2009 : Bambou de Didier Bourdon (coach d'Anne Consigny)
- 2009 : Rapt de Lucas Belvaux (coach d'Anne Consigny)
- 2009 : John Rabe, le juste de Nankin de Florian Gallenberger (coach d'Anne Consigny)
- 2009 : Les Vies privées de Pippa Lee de Rebecca Miller (coach de Monica Bellucci)
- 2010 : Robin des Bois de Ridley Scott (coach de Léa Seydoux)
- 2010 : Black swan de Darren Aronofsky (coach de Vincent Cassel)
- 2010 : Copie conforme d'Abbas Kiarostami (coach de Juliette Binoche)
- 2012 : Le Capital de Costa-Gavras (coach de Gad Elmaleh)
- 2011-2012 : The Borgias, saisons 1 et 2 (coach de Michel Muller)
- 2013 : Trance de Danny Boyle (coach de Vincent Cassel)
- 2014 : My Mistress de Stephen Lance (coach d'Emmanuelle Béart)
- 2015 : Every Thing Will Be Fine de Wim Wenders (coach de Marie-Josée Croze)
- 2015 : 007 Spectre de Sam Mendes (coach de Monica Bellucci)
- 2016 : The Last Face de Sean Penn (coach d'Adèle Exarchopoulos)

#### Publicité
- 2011 : Lancia (coach de Vincent Cassel)
- 2011 : La Nuit de l'homme  (coach de Vincent Cassel)

#### Musique
- 1994 : Le Facteur, pour une chanson du film : Integrations (coach de Vincent Perez)
- 2004 : Blueberry, bande-originale (coach de Vincent Cassel)
- 2007 : No promises de Carla Bruni

### Actrice
- 2009 : Le concert de Radu Mihaileanu : la traductrice (non créditée)

### Scripte
- 1991 : Les Amants du Pont-Neuf de Leos Carax

## Discographie
- 1992 : Between you and me (parolière)
- 1994 : Call me now, single (parolière)